# Zdobysław Flisowski
Zdobysław Tomasz Flisowski (ur. 22 września 1931 w Brześciu nad Bugiem) – polski inżynier, nauczyciel akademicki i polityk, profesor nauk technicznych, nauczyciel akademicki Politechniki Warszawskiej, minister edukacji narodowej w latach 1992–1993.

## Życiorys
Ukończył studia na Politechnice Warszawskiej. W 1952 został pracownikiem naukowym tej uczelni. W 1966 obronił doktorat, a w 1980 uzyskał stopień doktora habilitowanego. W 1987 otrzymał tytuł naukowy profesora w zakresie nauk technicznych, w 1992 został profesorem zwyczajnym. Przez kilkanaście lat pełnił funkcję prodziekana Wydziału Elektrycznego, w latach 1989–1992 prorektora PW. W 1991 został kierownikiem Zakładu Techniki Wysokich Napięć. Specjalizuje się w technikach wysokich napięć, elektrotechnologiach i ochronie odgromowej. W 2001 objął stanowisko rektora Wyższej Szkoły Ekonomiczno-Technicznej w Legionowie. W pracy naukowej specjalizował się w zagadnieniach takich jak elektrotechnologie, ochrona odgromowa, technika wysokich napięć.
W latach 1990–1992 zasiadał w radzie dzielnicy Mokotów, był również delegowany do Rady m.st. Warszawy. W wyborach w 1991 bez powodzenia ubiegał się o mandat poselski z listy Wyborczej Akcji Katolickiej.
Od 11 lipca 1992 do 26 października 1993 z rekomendacji Zjednoczenia Chrześcijańsko-Narodowego sprawował urząd ministra edukacji narodowej w rządzie Hanny Suchockiej.
Został przewodniczącym Polskiego Komitetu Ochrony Odgromowej SEP, członkiem Towarzystwa Naukowego Warszawskiego oraz członkiem komitetu naukowego III Konferencji Smoleńskiej poświęconej katastrofie samolotu Tu-154 w Smoleńsku z 10 kwietnia 2010.

## Odznaczenia
- Krzyż Komandorski Orderu Odrodzenia Polski (2024)[4]
- Krzyż Wolności i Solidarności (2024)[5]

## Wybrane publikacje
- Technika wysokich napięć, Warszawa 1995.
- Trendy rozwojowe ochrony odgromowej budowli, Warszawa 1996.
- Laboratorium techniki wysokich napięć, Warszawa 2006.